# Phong Mãn
Phong Mãn (chữ Hán giản thể: 丰满区, âm Hán Việt: Phong Mãn khu) là một quận thuộc địa cấp thị Cát Lâm, tỉnh Cát Lâm, Cộng hòa Nhân dân Trung Hoa. Quận Phong Mãn có diện tích 1032 km², dân số 240.000 người. Mã số bưu chính của quận Phong Mãn là 132113. Quận Phong Mãn được chia thành 5 nhai đạo, 1 trấn, 4 hương.
- Nhai đạo biện sự xứ: Thạch Tỉnh Câu, Hồng Kỳ, Giang Nam, Đại Trưởng Truân, Cao Tân.
- Trấn Vượng Khởi.
- Hương: Phong Mãn, Tiểu Bạch Sơn, Tiền Nhị Đạo, Giang Nam.